# Ceratolana papuae
Ceratolana papuae là một loài chân đều trong họ Cirolanidae. Loài này được Bowman miêu tả khoa học năm 1977.